# Regierung Shelburne

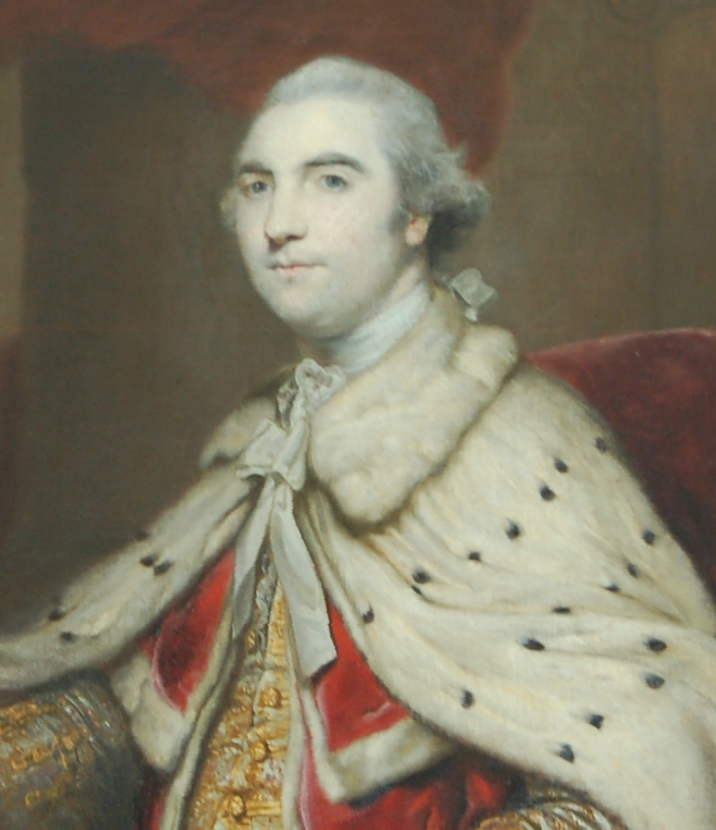
William Petty, 2. Earl of Shelburne

Die Regierung Shelburne war von 1782 bis 1783 die Regierung des Königreichs Großbritannien. Sie wurde am 4. Juli 1782 von William Petty, 2. Earl of Shelburne gebildet und löste die Zweite Regierung Rockingham ab. Sie blieb zum 2. April 1783 im Amt, woraufhin die Fox–North-Koalitionsregierung gebildet wurde.
Bei den Wahlen zum House of Commons zwischen dem 6. September und dem 18. Oktober 1780 kamen die konservativen Tories des Premierministers Frederick North, Lord North auf 260 Mandate und die liberalen Whigs unter Henry Seymour Conway knapp dahinter auf 254 der 558 Sitze, während andere Kandidaten mit 44 Abgeordneten im Unterhaus vertreten waren.

## Kabinettsmitglieder
Dem Kabinett gehörten folgende Mitglieder an:
| Amt                                  | Amtsinhaber                                                     | Beginn der Amtszeit          | Ende der Amtszeit             |
| ------------------------------------ | --------------------------------------------------------------- | ---------------------------- | ----------------------------- |
| Erster Lord des Schatzamtes          | William Petty, 2. Earl of Shelburne                             | 4. Juli 1782                 | 2. April 1783                 |
| Lordkanzler                          | Edward Thurlow, 1. Baron Thurlow                                | 4. Juli 1782                 | 2. April 1783                 |
| Lordpräsident des Rates              | Charles Pratt, 1. Baron Camden                                  | 4. Juli 1782                 | 2. April 1783                 |
| Lordsiegelbewahrer                   | Augustus FitzRoy, 3. Duke of Grafton                            | 4. Juli 1782                 | 2. April 1783                 |
| Innenminister                        | Thomas Townshend                                                | 10. Juli 1782                | 2. April 1783                 |
| Außenminister                        | Thomas Robinson, 2. Baron Grantham                              | 13. Juli 1782                | 2. April 1783                 |
| Erster Lord der Admiralität          | Augustus Keppel, 1. Viscount Keppel Richard Howe, Viscount Howe | 4. Juli 1782 28. Januar 1783 | 28. Januar 1783 2. April 1783 |
| Oberkommandierender der Streitkräfte | Henry Seymour Conway                                            | 4. Juli 1782                 | 2. April 1783                 |
| Generalfeldzeugmeister               | Charles Lennox, 3. Duke of Richmond                             | 4. Juli 1782                 | 2. April 1783                 |
| Schatzkanzler                        | William Pitt                                                    | 10. Juli 1782                | 31. März 1783                 |
| Kanzler des Herzogtums Lancaster     | John Dunning, 1. Baron Ashburton                                | 4. Juli 1782                 | 2. April 1783                 |